# ATS 3
ATS 3 (Applications Technology Satellite 3) fue un satélite artificial estadounidense dedicado a probar nuevas tecnologías y dar servicio de comunicaciones. Fue lanzado el 5 de noviembre de 1967 y puesto en órbita geoestacionaria. Los objetivos del satélite eran, entre otros, investigar técnicas de estabilización mediante giro y probar comunicaciones mediante VHF y banda C. Además proporcionó servicios de comunicaciones a áreas del océano Pacífico y la Antártida, transmitió los Juegos Olímpicos de México 1968, sirvió para las comunicaciones de emergencia en el terremoto de México de 1985 y durante el desastre del monte Saint Helens. Dio apoyo de comunicaciones durante los alunizajes del programa Apolo. También envió las primeras imágenes en color desde el espacio y retransmitió regularmente imágenes de la cubierta de nubes para estudios meteorológicos. 
Tenía una estructura de aluminio recubierta de células solares que proporcionaban 175 vatios de potencia y llevaba baterías de níquel-cadmio.